# Mel Galley

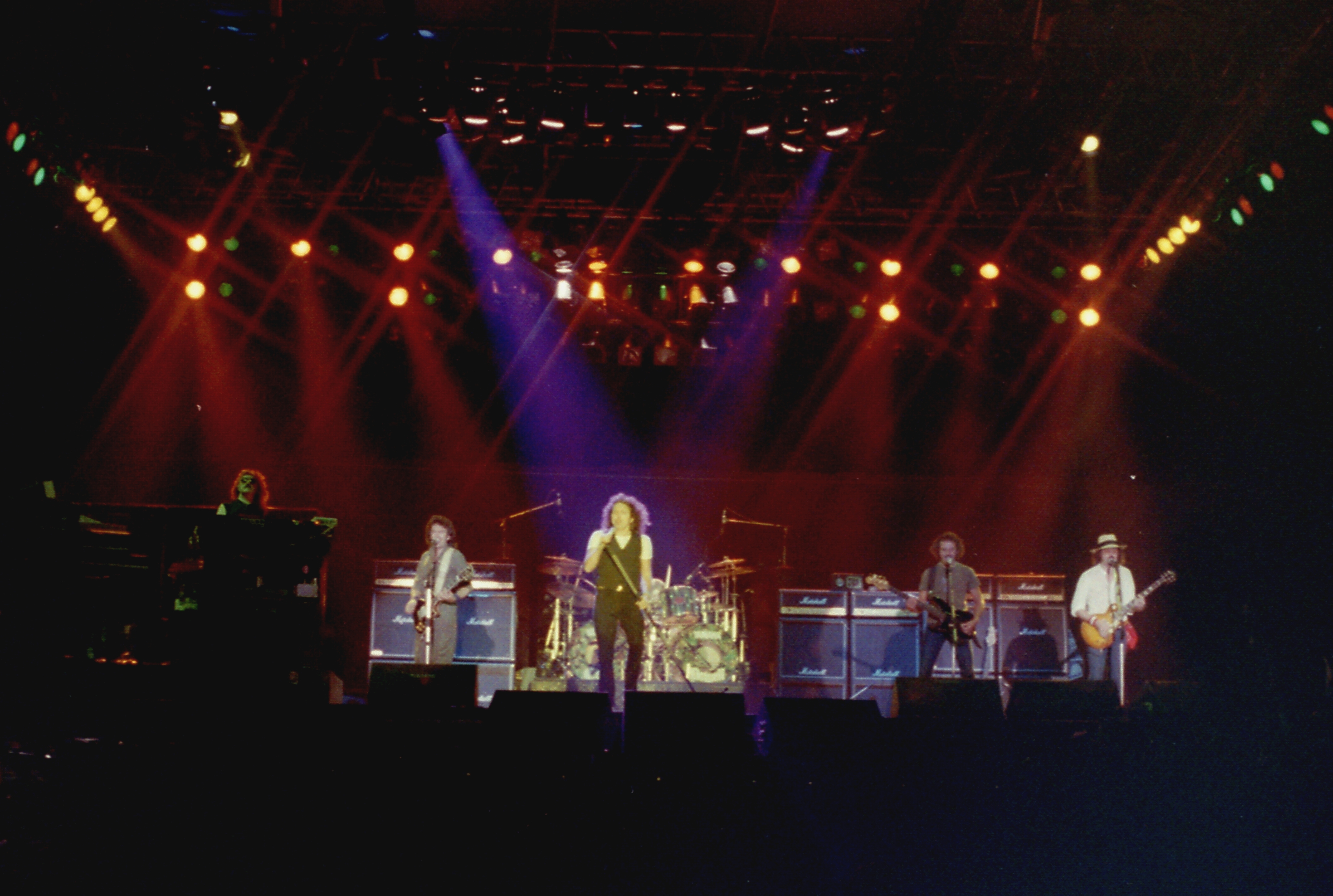
Galley (2. von rechts) mit Whitesnake, 1983

Mel Galley (* 8. März 1948 in Cannock, Staffordshire; † 1. Juli 2008 in Heath Hayes, Staffordshire) war ein britischer Rock-Gitarrist, der u. a. bei Whitesnake und Trapeze aktiv war.

## Biografie
Erste Erfahrungen sammelte Galley in der Band Finders Keepers. Zusammen mit Glenn Hughes, Dave Holland, John Jones und Terry Rowley gründete Mel Galley 1969 Trapeze. Auch nachdem Hughes zu Deep Purple gewechselt war, blieb Galley der Band, die unter ständigen Line-up-Wechseln litt, bis 1979 treu.
1982 schloss sich Galley Whitesnake an und spielte auf ihrem Album Saints & Sinners und dem 1984er Album Slide It In, zudem 1983 wirkte er auf Cozy Powells Soloalbum Octopuss mit. Während der Whitesnake-Tour in Deutschland kam es zu einem Unfall und der Gitarrist verletzte sich am Arm. Die Behandlung schlug fehl. Der Nervenschaden war so schwer, dass man befürchtete, er müsse das Gitarrenspielen aufgeben. Ein spezielles Drahtgeflecht mit dem Kosenamen „The Claw“ erlaubte ihm jedoch eine Fortsetzung seiner Karriere.
1984 gründete Galley mit seinem Bruder, dem Musikproduzenten Tom Galley, und Wilfried F. Rimensberger das Projekt Phenomena, das bis 2012 insgesamt sechs Alben veröffentlichte. Er beteiligte sich an vier Alben, zuletzt beim 2006er Psychofantasy. Unter Rimensbergers verstärkten Einflussnahme entwickelte sich Phenomena zum All-Star-Projekt und versammelt seither zahlreiche Größen des Hard Rocks, wie Cozy Powell, Brian May, Kyōji Yamamoto, John Wetton und Scott Gorham.
Des Weiteren gründete er 1986 zusammen mit den beiden Ex-Whitesnake-Mitgliedern Bernie Marsden und Neil Murray MGM (für Murray Galley Marsden). Die Band spielte gelegentlich live, konnte aber kein Album aufnehmen.
1991 kam es zu einer Reunion von Trapeze. Dave Holland, der mittlerweile mit Judas Priest zum Star avanciert war, Glenn Hughes, Galley und Geoff Downes, der Keyboarder und Sänger von Asia, bildeten die reformierte Band. Neben einigen Auftritten wurde auch ein Live-Album veröffentlicht. Anschließend zog sich Galley aus dem Musikgeschäft zurück.
2007 enttarnte Galley einen Hochstapler, der sich zehn Jahre lang als Mel Galley ausgegeben und Alben signiert, Interviews gegeben und Fototermine wahrgenommen hatte.
Am 7. Februar 2008 veröffentlichte Galley eine Meldung auf seinem MySpace-Blog, dass er unheilbar an Speiseröhrenkrebs erkrankt sei. Er erlag der Krankheit am 1. Juli 2008 im Alter von 60 Jahren.

## Diskografie
Mit Trapeze
- siehe Trapeze#Diskografie

Mit Whitesnake
- Saints & Sinners (1982)
- Slide It In (1984)

Mit Phenomena
- Phenomena I (1984)
- Phenomena II Dream Runner (1987)
- Phenomena III Inner Vision (1991)
- Psychofantasy (2006)

Sonstige
- Glenn Hughes: Play Me Out (1977)
- Cozy Powell: Octopuss (1983)